# Château-Richer
Château-Richer – miasto w Kanadzie, w prowincji Quebec, w regionie Capitale-Nationale i MRC La Côte-de-Beaupré. Miasto położone jest nad Rzeką Świętego Wawrzyńca.
Liczba mieszkańców Château-Richer wynosi 3 563. Język francuski jest językiem ojczystym dla 97,7%, angielski dla 0,6% mieszkańców (2006).